# Pterolophia dystasioides
Pterolophia dystasioides là một loài bọ cánh cứng trong họ Cerambycidae.